# Davis Saddle
Davis Saddle är ett bergspass i Antarktis. Det ligger i Västantarktis. Inget land gör anspråk på området. Davis Saddle ligger 310 meter över havet.
Terrängen runt Davis Saddle är kuperad västerut, men österut är den platt. Trakten är obefolkad. Det finns inga samhällen i närheten.